# أندرو كومبز
أندرو كومبز (بالإنجليزية: Andrew Coombs)‏ هو لاعب اتحاد الرغبي بريطاني، ولد في 27 أكتوبر 1984 في Merthyr Tydfil ‏ في المملكة المتحدة.